# Ващук Катерина Тимофіївна
Катери́на Тимофі́ївна Ващу́к (* 20 січня 1947, с. Вербень, Млинівський район, Рівненська область) — українська політична діячка, народна депутатка, член депутатської фракції Партії регіонів. Обиралася депутаткою Верховної Ради України 2-4 та 6-7 скликань.

## Біографія
Народилася 20 січня 1947 у селі Вербень, Млинівський район, Рівненська область; українка.

### Сім'я
- Батько Сапіжук Тимофій Филимонович (1918—1982) — колгоспник;
- Мати Ганна Данилівна (1922—1982) — колгоспниця;
- чоловік Ващук Віктор Іванович (1944) — фельдшер Берестечківської райлікарні № 2;
- син Віктор (1966) — інженер агрофірми «Колос» Горохівського району;
- дочка Тетяна (1968) — лікарка. Одружена з Андрієм Петровичем Симоненком (син Петра Симоненка)[7].

### Освіта
- Горохівський сільськогосподарський технікум (1961—1966), агроном;
- Луцький педагогічний інститут (1969—1974), вчитель історії;
- Львівський аграрний університет (1998—2001), економіст.

### Кар'єра
11.1965-10.68 — 2-а секретарка Горохівського РК ЛКСМУ. 
10.1968-08.75 — відповідальна секретарка Горохівської районної організації Товариства «Знання». 
08.1975-08.77 — завідувачка кабінету політичної освіти Горохівського РК КПУ. 
08.1977-03.79 — секретарка парткому — заступниця голови колгоспу ім. Леніна Горохівського району. 
03.1979-05.94 — голова колгоспу ім. XXV з'їзду КПРС (з 1990 — агрофірма «Колос») Горохівського району.

## Політична діяльність
Народна депутатка України 2-го скликання з 04.1994 (2-й тур) до 04.1998, Горохівський виборчий округ № 69 Волинської області, висунута СелПУ. Член Комітету у закордонних справах і зв'язках з СНД. Член фракції АПУ. На час виборів: голова правління агрофірми «Колос». 1-й тур: з'яв. 92.1 %, за 47.55 %. 2-й тур: з'яв. 87.7 %, за 61.81 %. 7 суперників.
Народна депутатка України 3-го скликання 03.1998-04.2002, виборчий округ № 20 Волинської області. З'яв. 86.6 %, за 41.2 %, 12 суперників. Кандидат в народні депутати від АПУ, № 1 в списку. 
Заступниця голови Комітету з питань аграрної політики та земельних відносин (07.1998-02.2000). 
Член групи «Незалежні» (07.1998-02.99), уповноважена представниця групи «Відродження регіонів» (02.1999-04.2001), уповноважена представниця фракції Партії «Демократичний союз» (04.-07.2001). 
Голова Комітету з питань аграрної політики та земельних відносин (з 02.2000).
Народна депутатка України 4-го скликання 04.2002-04.06 від блоку «За єдину Україну!», № 3 в списку. 
Член фракції «Єдина Україна» (05.-06.2002). Уповноважена представниця фракції «Аграрники України» (06.-10.2002), керівниця фракції АПУ (10.2002-06.04), уповноважена представниця фракції НАПУ (06.2004-03.05), уповноважена представниця фракції НП (з 03.2005), голова підкомітету з питань фіскального регулювання окремих галузей економіки, вільних економічних зон та інвестиційних режимів Комітету з питань фінансів і банківської діяльності (з 06.2002).
Член Комісії з питань аграрної та земельної реформи при Президенті України (03.1995-02.99); членкиня Комісії з питань аграрної політики при Президенті України (02.1999-11.2001); член Координаційної ради з питань внутрішньої політики (09.1998-12.99); членкиня Національної ради з питань адаптації законодавства України до законодавства Європейського Союзу (08.2000-02.03). 
Авторка законів України "Про внесення змін до Закону України «Про податок на додану вартість» (13.07.2000), "Про внесення змін до Закону України «Про податок на додану вартість» (18.01.2001), «Про стимулювання розвитку сільського господарства на період 2001—2004 рр.» (18.01.2001), «Про фіксований сільгоспподаток» (25.10.2001), співавтор Земельного кодексу України (25.10.2001) та ін.
2007 кандидатка в народні депутати України від Блоку Литвина, № 21 в списку.
Народна депутатка України 6-го скликання (2007 р.) від Блоку Литвина. 
Народна депутатка України 7-го скликання Верховної Ради (виборчий список №45, з 12.12.2012 до 21.02.2014 рр.) від «Партії Регіонів».
Позафракційна — з 21 до 27 лютого 2014 року.
Почесна членкиня УААН (Відділення зоотехнії, 03.2001); Членкиня АПУ (НАПУ, НП) (з 12.1996), голова Аграрної партії України (03.1997-05.99), 1-ша заступниця голови АПУ (з 05.1999). 
Заступниця голови НП (з 02.2005), голова Волинської обласної організації НП; голова Всеукраїнської спілки «Громадський парламент жінок України» (з 07.2002); членкиня Президії УААН (з 03.2001).

## Нагороди та звання
Нагороджена багатьма державними нагородами: 
- Заслужений працівник с.-г. України (1993).
- Ордени «За заслуги» III (03.1996), II (11.2000), I ст. (01.2002).
- Почесна грамота КМ України (01.2005).

## Джерело
- https://web.archive.org/web/20071011235504/http://vlada.kiev.ua/fcontent.php?pacode=311